# 五马镇 (仁怀市)
五马镇，是中华人民共和国贵州省遵义市仁怀市下辖的一个乡镇级行政单位。

## 行政区划
五马镇下辖以下地区：
街道社区、三元村、红军村、协农村、龙里村、屯山村和鱼孔村。